# Юцзян
Юцзя́н (кит. упр. 右江, пиньинь Yòujiāng) — район городского подчинения городского округа Байсэ Гуанси-Чжуанского автономного района (КНР).

## История
Во времена империи Цин в 1729 году был образован Байсэский комиссариат (百色厅). В 1875 году он был поднят в статусе до «непосредственно управляемого» (то есть, стал подчиняться напрямую властям провинции, минуя промежуточные административные уровни). После Синьхайской революции в Китае была проведена реформа структуры административного деления, в ходе которой комиссариаты были упразднены, и в 1913 году Байсэский комиссариат был преобразован в уезд Байсэ (百色县).
После вхождения этих мест в состав КНР в конце 1949 года был образован Специальный район Байсэ (百色专区), и уезд вошёл в его состав. В декабре 1952 года в провинции Гуанси был создан Гуйси-Чжуанский автономный район (桂西壮族自治区), и Специальный район Байсэ вошёл в его состав. В 1956 году Гуйси-Чжуанский автономный район был переименован в Гуйси-Чжуанский автономный округ (桂西僮族自治州). В 1958 году автономный округ был упразднён, а вся провинция Гуанси была преобразована в Гуанси-Чжуанский автономный район.
В 1971 году Специальный район Байсэ был переименован в Округ Байсэ (百色地区).
Постановлением Госсовета КНР от 8 октября 1983 года уезд Байсэ был преобразован в городской уезд.
Постановлением Госсовета КНР от 2 июня 2002 года были расформированы округ Байсэ и городской уезд Байсэ, и образован городской округ Байсэ; территория бывшего городского уезда Байсэ стала районом Юцзян в его составе.

## Административное деление
Район делится на 2 уличных комитета, 4 посёлка, 2 волости и 1 национальную волость.